# ストリート・レーサー (映画)
『ストリート・レーサー』（原語：Стритрейсеры, 英語：Streetracers）は、ロシアの若者たちのストリートレースを題材とした、2008年公開のロシア映画。ロシア初のカーアクション映画である。ロシア国内では大ヒットを記録しており、続編の製作も既に決定している。CIS諸国を除くと、日本がロシア国外で初の上映国である。

## あらすじ
ロシア・サンクトペテルブルクでは、若者たちが大金を賭けた違法なストリートレースを各地で毎晩行なっており、サンクトペテルブルク警察と激しい攻防を繰り広げている。ピンク色のトヨタ・セリカに乗り、街中を猛スピードで走り回るカーチャもその仲間の一人。カーチャは警官である父親・ステパンチェンコから暴走を厳しく咎められているが、スピードの魅力に取り付かれたカーチャはそんなことはお構いなし。一方、ロシア軍の戦車兵を退役したばかりの自動車修理工・ステパンは、自分の工場にセリカを修理しに来たカーチャに一目惚れしてしまった。実は、カーチャはストリートレースの元締・ドッカーの女だったが、身勝手な性格のドッカーに嫌気がさしており、誠実なステパンに魅力を感じるようになる。
そんな中、ひょんなことからドッカー主催のストリートレースに招待されたステパンは、レースに出るために旧ソ連製のオンボロ車・GAZ M20をカーチャ、弟のミシカととも大改造し、ビルの駐車場でドッカーの仲間が駆る黒いスバル・インプレッサWRXとレースに挑むが、GAZ M20のエンジンが突然壊れ、レースをリタイアしてしまう。悔しがっているステパンに、ドッカーは自分が所有している赤いスバル・インプレッサWRXを貸してやると申し出た。ステパンはインプレッサのハンドルを握り、ドッカーが駆る日産350Zとレースを続けるが、激しいデッドヒートの末、ステパンは借り物のインプレッサを大破させてしまう。「車のことは気にしなくて良い」とステパンに囁きかけるドッカー。しかし、これはステパンのドライビングテクニックを見込んだドッカーが仕掛けた罠だった。ドッカーは、ストリートレースを隠れみのにして、ロシアの裏組織と連携し、サンクトペテルブルクの高級車を盗んでロシア周辺のCIS諸国に売りさばく裏ビジネスを行なっていた。ドッカーの真の目的は、優れたドライビングテクニックを持つステパンをこの窃盗団に引き込むことだったのである。ステパンの弟・ミシカも、ドッカーの愛人だったローラと共に窃盗団に加わり、パソコンやラジコンを使って高級車窃盗団をサポートする。
この窃盗団の元締は、なんとサンクトペテルブルク警察の長官だった。長官は、盗んだ高級車を整備させるために、自動車整備工場を営むステパンの父親・モホフまで窃盗団に引き入れていた。そして、新しい裏ビジネスとして麻薬の取引を始めた長官。モホフはこれ以上裏ビジネスと関わることを拒否するが、このことを知ってしまったミシカは、長官が運転するジープ・グランドチェロキーに撥ねられ、殺されてしまう。一方、長官率いる窃盗団と決裂したドッカーは、自分の日産350Zの荷室にカーチャを閉じ込め、逃走してしまう。大切な弟・ミシカを殺され、カーチャまで奪われたステパンは、フェラーリ・348tbに乗り込み、ドッカーの日産350Zを追いかける。

## 出演
- ステパン - アレクセイ・チャドフ
- カーチャ - マリーナ・アレクサーンドロヴァ
- ドッカー - スタニスラフ・ボンダレンコ
- ステパンチェンコ（カーチャの父親） - ニコライ・シンダイキン
- モホフ（ステパンの父親） - アレクセイ・グシコフ
- ローラ - エルヴィラ・ボルゴヴァ

## スタッフ
- 監督 - オレグ・フェセンコ
- 製作 - ルーベン・ディシュディシヤン
- 脚本 - オレグ・フェセンコ、アヌシュ・ヴァルダニアン、アンドレイ・リベンソン
- 撮影 - アルナス・バラズナウスカス

## 劇中に登場する主なマシン

### イタリア車
フェラーリ
- フェラーリ・348tb・・・ステパンがドッカーとの最終レースに使用した車。ステパンがドッカー率いる高級車窃盗団に手を貸した際に、サンクトペテルブルクの路上で盗んできた車だが、映画の終盤でドッカーの日産350Zと壮絶なデッドヒートを繰り広げ、最後には爆発炎上してしまう。グリルの形状などから見て前期型のフェラーリ348tbであるが、最終型の348GTS風に車体下部のスポイラー類がボディ同色に塗装されており、ドイツ・AZEV社の社外ホイールを装着している。なお、映画のパンフレットやチラシには「フェラーリ・F348」という奇妙な表記がなされているが、車名の前に「F」が付くのは348の改良版であるフェラーリ・F355以降であるので、この表記は明らかに誤りである。
- フェラーリ・360モデナ・・・ドッカーの窃盗団に盗まれたと思われる一台。終盤のトレーラーとの併走シーンに登場する。

### 日本車
日産
- 日産350Z（Z33型）・・・ドッカーの愛車。ステパンが駆るフェラーリ348tbと共に、映画の最後で爆発炎上する。映画に使用された個体は、灯火類の仕様・リヤナンバープレートポケットの構造から、対米輸出仕様であると判断できる。ロシアのナンバープレートは幅が広く、アメリカ仕様のサイズの後部ナンバープレートポケットには入らないため、長めのボルトで外側から強引にネジ止めしてある（ロシアに並行輸入された日本車・アメリカ車ではよく見られる光景である）。

トヨタ
- トヨタ・セリカ（T200系）・・・カーチャの愛車。車体色はピンク。左ハンドルであり、灯火類・リヤナンバープレートポケットの構造から見て、ヨーロッパ輸出仕様である。ボディサイドなどにバイナル・グラフィックスが入っている。車高はノーマルのままである。なお、トレーラーとのカーチェイスシーンで色違いの同型車が出てくる。
- トヨタ・セリカ（T230系）・・・映画終盤のトレーラーの追跡シーンで2台が登場する。この映画の撮影にはロシア・トヨタセリカクラブ（オーナーズクラブ）が協力している。
- トヨタ・MR2（W20系）・・・ドッカーの仲間が乗っている。車体色は黄色。ヴェイルサイド風のエアロキットを装着している。車体側面後部のサイドマーカーが赤く光る、左ハンドルの対米輸出仕様である。

マツダ
- マツダ・RX-7（FD3S）・・・前期・中期・後期、合わせて4台が登場する。エアロキットを装着している個体もあり、全て右ハンドルの日本仕様。

スバル
- スバル・インプレッサ（初代・WRX4ドア初期型）・・・ドッカーがステパンに貸した赤いインプレッサ。イカサマレースを得意とするドッカーの手によって、パンクするように細工が施されていたため、ステパンがハンドリングを誤り、壊してしまう。左ハンドルのヨーロッパ輸出仕様。
- スバル・インプレッサ（2代目・WRX4ドア最終型）・・・ドッカーの仲間が乗る車。黒い車体に金文字で「SAMURAI」というバイナル・グラフィックスが施されている。左ハンドルのヨーロッパ輸出仕様。
- スバル インプレッサ WRC 2005 ・・・実車ではなくラジコンカー[1]。カーチャを含め多数の人物が使用する。役割は主に電波を飛ばして盗難防止装置を破壊する。終盤、ローラが中に燃料缶などを仕込み、布に火をつけて「走る爆弾」にしてサンクトペテルブルク警察長官の車（後述）の下に潜り込まして爆破する。

ホンダ
- ホンダ・シビック（8代目FD型・4ドア）・・・ドッカーの仲間が乗る車の一台。銀色の車体にバイナル・グラフィックスが貼られている。

三菱自動車
- 三菱・エクリプス（2代目）・・・ドッカーの一団とトレーラーのカーチェイスシーンに登場する。このタイプのエクリプスは『ワイルド・スピード』第一作の冒頭部に登場したため、スポーツコンパクトの世界ではベース車両として人気が高い。

### ドイツ車
メルセデス・ベンツ
- メルセデス・ベンツ 190E・・・ドッカーの仲間であるニキトスの車。「007シリーズ」のボンドカーのようにリヤナンバーを変えられる機能を装備している。変えた後のナンバー表記は車両価格の「1000000ye」。映画の途中で大破してしまう。通常の190Eをベース車として、190E2.5-16エボリューションII風の外装（前後フェンダー・専用エアロパーツ類）に改造している。

オペル
- オペル・カリブラ・・・ボディはワイドボディに改造され、フェラーリ・テスタロッサ風のサイドスリットが付いている。映画のチラシには誤ってアルファロメオ・155と書かれていたが、日本の配給サイドが上映前に誤りに気付いたらしく、パンフレットでは車種名および写真自体が削除されている。トレーラーとのアクションシーンで見せ場を作っている。

BMW
- BMW・Z3・・・ドッカーの愛人だったローラが乗る車。GTウイングが装着されており、スポコン系の改造がされている。登場シーンは全体の中では比較的少ない。

ポルシェ
- ポルシェ・911（996型）・・・サンクトペテルブルク市街地で盗難に遭うクーペと、GAZ M20とのシグナルレースのシーン（後述）に登場するカブリオレの2台が出演。

### ロシア（旧ソ連）車
GAZ
- GAZ-M20 ポピェーダ・・・ステパンが最初に乗るソ連製の自動車。「ポベーダ」はロシア語で「勝利」。当初は埃まみれのポンコツだったが、ステパンの手によりエンジンを換装、さらに屋根を切り取りロールバーを追加することでオープンカー仕様に改造され、ロシア軍の戦車兵だったステパンの愛称「T-34」という文字がドアに入れられた（なお、ステパンが冒頭のシーンで乗っていた戦車は第二次世界大戦期に開発された旧式のT-34ではなく、現用型のT-80である）。GAZ M20が改造されるシーンで、部品に刻印された「Made in USSR」「СССР」など、旧ソ連製であることを強くイメージさせるカットが挿入されている（現在、ロシアの若者の間では旧ソ連をファッションとして再評価するブームが起きている）。ドイツ製のポルシェ・911（996型）に、サンクトペテルブルクの信号でシグナルレースを挑み、GAZ M20が勝つシーンは、第二次世界大戦でソ連製戦車のT-34がドイツ軍に勝利したことを想起させる。

ラーダ
- ラーダ・サマーラ・・・サンクトペテルブルク警察のパトカーとして3ドア・4ドアモデルが大量に登場する。性能が低いために、ストリートレーサーたちが乗る高性能な日本車やドイツ車に追いつけず、多数が衝突・破壊シーンの餌食となってしまう。

### アメリカ車
フォード
- フォード・トーラス（2代目）・・・サンクトペテルブルク警察のパトカーとして数台登場する。アメリカから並行輸入された車両であり、通常のリヤナンバープレートポケット部（左右テールランプの間）にロシアの横長ナンバープレートが装着できないため、リヤバンパーの先端にナンバーが装着されている。カーチェイスの際に数台が破壊された。
- リンカーン・タウンカー・リムジン・・・ドッカーの一団と警察がサンクトペテルブルク市外でカーチェイスした場面で出てくるストレッチリムジン。

クライスラー
- ジープ・グランドチェロキー・・・窃盗団のボス（サンクトペテルブルク警察長官）が乗る車。映画の終盤で、ローラが操るインプレッサWRCのラジコンにより爆破される。手下、および敵対組織が乗る同型車も存在し、後述は映画の中盤で破壊される。
- クライスラー・プロウラー・・・窃盗団が盗んだ車。モホフが経営する自動車工場から出てくる。

GM
- Hummer H2・・・サンクトペテルブルクの路上で、ドッカーの仲間により盗まれる。

### イギリス車
ローバー
- ローバー・ミニ・・・ステパンとドッカーの仲間たちがトレーラーの周りでカーチェイスをした際、警察の取り締まりに引っかかるマヌケな車として登場する。

### トラック
ケンワース
- ケンワース・T2000・・・アメリカ製のボンネット型トレーラーヘッド。ドッカーの仲間たちが盗んだ車を積み込むトレーラーをけん引している。この映画のスポンサーでもあるドイツのオイルメーカー・RAVENOLのロゴが入っている。

ボルボ・トラックス
- ボルボ・NH・・・ボルボ・トラックスが新大陸向けに販売しているボンネット型トレーラーヘッド。ケンワース同様、盗難車を積んだトレーラーをけん引している。映画の終盤でドッカーの仲間たちとのカーチェイスの末、道から転落して爆発・炎上する。

## 劇中歌
ロシアのヒップホップグループ「44」と、フィンランドのロックバンド「The Rasmus」の曲が中心に使用されている。複数の場面で同じ曲が挿入曲として使用されているが、これは他国の映画に見られない特徴である。ロシア国内では13曲が収録されたサウンドトラックCDが販売されているが、日本では未発売。また、このサウンドトラックには、The Rasmusなど、ロシア国外のミュージシャンの歌は収録されていない。
主要な劇中歌
- 44：“Нелегальная”（タイトル邦訳：違法）
- 44：“Не моя”（タイトル邦訳：私じゃない）
- TIGR’A：“Тусуем!”（タイトル邦訳：集合！）
- The Rasmus：“Night After Night”
- The Rasmus：“Shot”
- Cherish ：“Do it to it”

※За Деньги（ザ・デンジ）というロックバンドの歌は、公式サイトや日本版トレーラーなどに使用されているが、いわゆるイメージソングであり、映画の中では使用されていない。ロシア版サウンドトラックでは3曲目に収録されている。
- За Деньги：“Девочки хорошие”（タイトル邦訳：いい女）

## 同名作品
同タイトルの映画DVDが2種類発売されているが、いずれも本作品とは全く関係ない（ともに、日本未公開の作品である）。
- 『ストリート・レーサー』ジェフ・センタウリ監督、2003年アメリカ
- 『ストリート・レーサー アルティメット・バトル』ブレント・ハフ監督、2007年アメリカ・ロシア